# Hazael Hugó

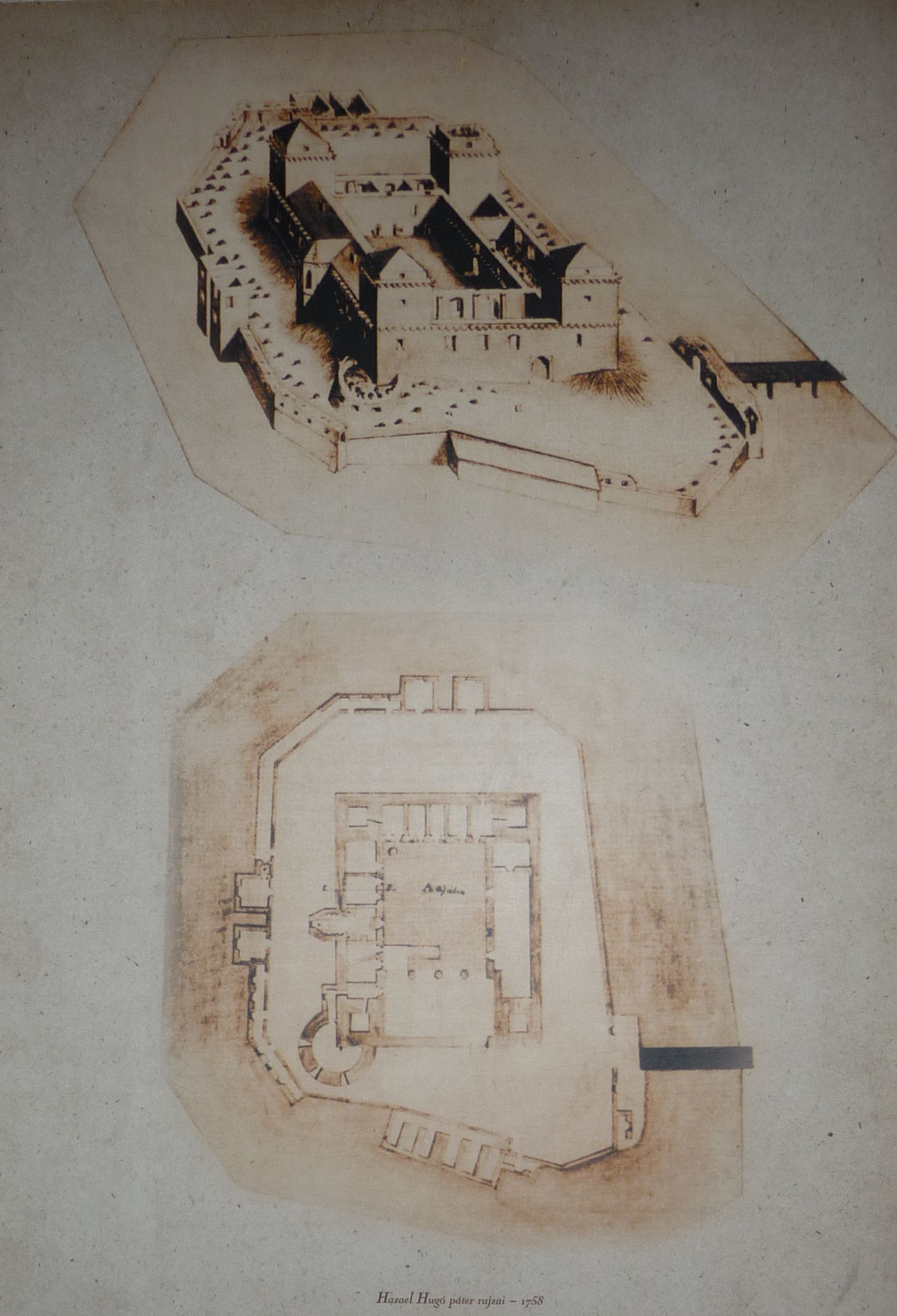
A diósgyőri vár 1758-as rajza

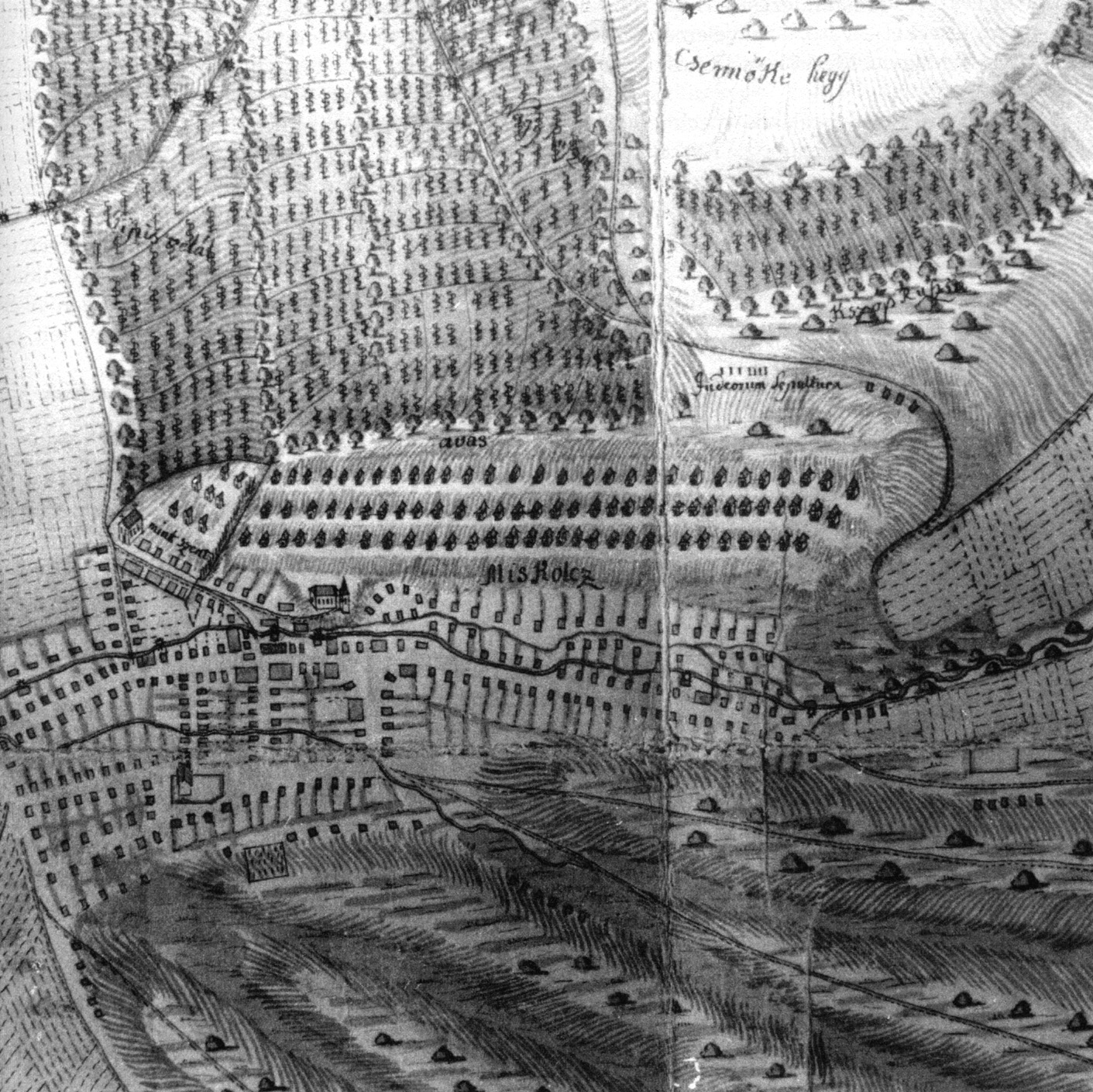
Miskolc első térképe (1759)

Hazael Maria Hugó (em. 1757–1778) szerzetes, egri püspöki majd esztergomi érseki földmérő.
A magyarországi szervita kolostorok 1756-tól az osztrák-magyar provinciához tartoztak. Egerben a káptalani városrészben álló egyik mecsetet alakították át templomukká, mely tornyának építésében az oda érkező páter már közreműködött. Hozzáértését látva Barkóczy Ferenc egri érsek kedvelt embere lett. Sok munkát kapott, telekkönyvi térképet rendelt tőle az Eger városi magisztrátus, majd a környező települések felmérésével foglalatoskodott.

## Fennmaradt munkái
1753-ban elkészítette Eger város felmérését és az egri várban lévő székesegyház látképét. 1758-ban a diósgyőri vár látképét és alaprajzát, 1759-ben Miskolc első kéziratos térképét, 1755-1760 között Heves vármegye településeinek határtérképét készítette el.